# Светско првенство у фудбалу 1950.
Светско првенство у фудбалу 1950. је четврто по реду светско првенство. Одржано је у Бразилу од 24. јуна до 16. јула. Ова одлука је донесена у јулу 1946. на седници ФИФА-е. Ово је такође било прво светско првенство које је називано и Куп Жила Римеа, ради обележавања 25-огодишњице Жила Римеа као председника ФИФА-е. Првенство је освојено од стране Уругваја, који је у одлучујућој утакмици победио репрезентацију Бразила са 2:1. Ово је такође било једино светско првенство које није имало финалну утакмицу већ је победника одлучивало победа у финалној групи од четири тима у којој су биле репрезентације Уругваја, Бразила, Шведске и Шпаније.

## Позадина такмичења
Због Другог светског рата, светска првенства нису се одржавала од Првенства у Француској 1938. године. Првенства предвиђена за 1942. и 1946. годину су била отказана. ФИФА је одмах по завршетку рата покренула иницијативу да се светска првенства поново покрену. Пошто је Европа била под рушевинама, ФИФА је имала проблема у налажењу државе заинтересоване за домаћинство светског првенства, првенствено због немогућности да се новац троши на спортска такмичења, као и мишљења већине влада да одржавање спортске манифестације непосредно након рата није примерно. Иако је ФИФА планирала одржати ово првенство 1949. године, Бразил је у својој кандидатури 1946. године предложио да се такмичење одржи 1950. године. Уз Бразил, једини конкурент била је Немачка, која је уједно била конкурент Бразилу и за никада одржано СП 1942. године. Због тога што су се претходна два првенства одржала на европском тлу, ФИФА је без дужег размишљања поново одлучила да пружи прилику Јужној Америци након што је Бразил одлучио бити домаћин.

## Квалификације
Након осигуравања домаћина такмичења, ФИФА се и даље морала потрудити да наговори државе да шаљу своје репрезентације на такмичење. Италија је била заинтересована да брани своју титулу од пре дванаест година и последњег светског првенства, али тешко стање у држави, као и у целој Европи, је одговорило играче од наступа. Ипак пошто је наводно ФИФА Италији надокнадила све путне трошкове, пристали су отпутовати у Бразил.
За разлику од Италије и Аустрије, две врло успешне предратне репрезентације, које нису биле предмет ФИФА-иних санкција, Јапан и окупираној Немачкој наступање у квалификацијама било је забрањено. Али је репрезентацији Сара наступање било дозвољено иако су били под француском окупацијом и упркос томе што Фудбалски савез Западне Немачке није поново покренут.
Репрезентацијама Уједињеног Краљевства такође је било дозвољено такмичење након што су се вратиле под окриље ФИФА-е после седамнаестогодишње одсутности. Одлучено је да ће се користити British Home Championship, турнир са четири репрезентације од које би две најбоље добиле право наступања на квалификацијама. Првопласирани су били Енглези, а другопласирани Шкоти. Шкоти су касније одустали.
Индијци су одустали од такмичења јер им ФИФА није допустила да наступају босоноги. Уз Индију, одустала је и Турска, а као замене позване су Француска и Португал, али су обе репрезентације на крају одбиле тај позив. У почетку је Француска пристала да наступи, али када је сазнала да ће одиграти две утакмице у градовима међусобно удаљенима три хиљаде километара послала је ФИФА-и негативан одговор. На крају, само 13 екипа је остало у главном турниру за разлику од предвиђених 16, баш као и на првом издању Светског првенства, из 1930. године.

## Ток такмичења
| Прво место Друго место | Треће место Од 5. до 13. места |

Првобитна идеја била је да се такмичење одржи са шеснаест екипа подељених у четири групе, а да победници група иду у завршну групу чији би победник био уједно и светски првак. Због отказа неких репрезентација, наступило је само тринаест екипа у главном турниру, што је за последицу имало да само две групе имају четири екипе, једна три репрезентације, а једна група имала је само две репрезентације. Пошто је Бразил величином доминантна држава на јужноамеричком континенту, већина је репрезентација морала да путује и по неколико стотина, чак и хиљада километара да би могле да одиграју утакмице. Једино је Бразил био у повлашћеном положају јер је играо у Рио де Жанеиру и релативно блиском Сао Паолу.
Комбинована екипа Велике Британије недуго пре Првенства победила је изабрану репрезентацију Европе са високих 6:1 на домаћем терену у Енглеској и ушла је у такмичење као један од фаворита. Али након изненађујућих пораза од Американаца и Шпаније од по 1:0, Енглези су испали из даљњег такмичења. Када се резултат о поразу против САД појавио у енглеским новинама, већина становника је веровала да се ради о новинарској грешци.

### Завршна група
У завршној групи нашла су се четири победника својих група; Бразил, Шпанија, Шведска и Уругвај, који је наступио по први пут после првог светског првенства. Светски првак постала би она репрезентација која би завршила на врху завршне групе после три одигране утакмице (играо је свако са сваким по једном). Свих шест утакмица одигране су у Рио де Жанеиро на стадиону Маракана и Сао Паолу (Бразил је одиграо све своје утакмице на Маракани, а утакмице без Бразила одржаване су у Сао Паолу).
Бразилци су помели своја прва два противника. Било је 7-1 против Швеђана и 6-1 против Шпанаца. Пре одлучујуће утакмице против Уругваја, Бразил је био први са четири бода и импресивном гол-разликом од 13-2, док је Уругвај био само један бод иза (за победу су се тада давала два бода). 16. јула 1950. године догодио се историјски спектакл названMaracanazo, утакмица одиграна пред званично 199.954 гледалаца (док процене говоре и до 215.000) на стадиону Маракана̃. Домаћин Бразил морао је остати барем нерешено и првенство би било њихово. Уистину, чинило се да ће Бразил освојити првенство након вођства у 47. минути захваљујући голу Фриаце. Ипак, Уругвај је успео изједначити, а једанаест минута пре краја и повести захваљујући голу Алсидеса Гиђе. Уругвај је успио да сачува вођство до краја утакмице и тако постао светски првак по други пут у свом другом наступу на светским првенствима (бојкотовао је претходна два такмичења у Европи).
Просечан број гледалаца по утакмици био је рекордних 61.000, при чему је помогло осам утакмица одиграних на новоизграђеној Маракани која је могла да прими 200.000 гледалаца. Овај рекорд остао је недостижан све до Првенства у САД 1994. године. Не рачунајући утакмице на Маракани, просечан број гледалаца био је и даље импресивних 37.500. Такав просек подигле су утакмице у Сао Паулу, док је у осталим градовима број гледалаца био доста низак.

## Утакмице

### Група 1
| Репрезентација | Ута | П | Н | И | ГД | ГП | Поена |
| -------------- | --- | - | - | - | -- | -- | ----- |
| Бразил         | 3   | 2 | 1 | 0 | 8  | 2  | 5     |
| Југославија    | 3   | 2 | 0 | 1 | 7  | 3  | 4     |
| Швајцарска     | 3   | 1 | 1 | 1 | 4  | 6  | 3     |
| Мексико        | 3   | 0 | 0 | 3 | 2  | 10 | 0     |

| 24. јун 1950. 15:00                         |            |         |                                                                     |
| Бразил                                      | 4–0        | Мексико | Рио де Жанеиро Маракана Судија: Рајдер (Енглеска) Гледалаца: 81.000 |
| Адемир 30’, 79’, · Жаир 65’, · Балтазар 71’ | (Извештај) |         | Рио де Жанеиро Маракана Судија: Рајдер (Енглеска) Гледалаца: 81.000 |

| 25. јун 1950. 18:00                       |            |            |                                                                                |
| Југославија                               | 3–0        | Швајцарска | Бело Оризонте Стадион Индепенденција Судија: Галети (Италија) Гледалаца: 8.000 |
| Митић 58’, · Томашевић 78’, · Огњанов 84’ | (Извештај) |            | Бело Оризонте Стадион Индепенденција Судија: Галети (Италија) Гледалаца: 8.000 |

| 28. јун 1950. 15:00        |            |                     |                                                             |
| Бразил                     | 2–2        | Швајцарска          | Сао Пауло Пакаембу Судија: Азон (Шпанија) Гледалаца: 42.000 |
| Алфредо 3’, · Балтазар 32’ | (Извештај) | Жак Фатон 17’, 88’, | Сао Пауло Пакаембу Судија: Азон (Шпанија) Гледалаца: 42.000 |

| 28. јун 1950. 18:15    |            |                                                  |                                                                          |
| Мексико                | 1–4        | Југославија                                      | Порто Алегре Стадион Еукалиптус Судија: Лиф (Енглеска) Гледалаца: 11.000 |
| Хектор Ортиз 87’ (пен) | (Извештај) | Бобек 19’ · Ж. Чајковски 23’ 51’ · Томашевић 81’ | Порто Алегре Стадион Еукалиптус Судија: Лиф (Енглеска) Гледалаца: 11.000 |

| 1. јул 1950. 15:00      |            |             |                                                                   |
| Бразил                  | 2–0        | Југославија | Рио де Жанеиро Маракана Судија: Грифитс (Велс) Гледалаца: 142.000 |
| Адемир 3’, · Зизињо 69’ | (Извештај) |             | Рио де Жанеиро Маракана Судија: Грифитс (Велс) Гледалаца: 142.000 |

| 2. јул 1950. 15:40  |            |                       |                                                                           |
| Мексико             | 1–2        | Швајцарска            | Порто Алегре Стадион Еукалиптус Судија: Еклинд (Шведска) Гледалаца: 3.500 |
| Хорацио Касарин 75’ | (Извештај) | Бадер 10’ · Тамин 37’ | Порто Алегре Стадион Еукалиптус Судија: Еклинд (Шведска) Гледалаца: 3.500 |

### Група 2
| Репрезентација | Ута | П | Н | И | ГД | ГП | Поена |
| -------------- | --- | - | - | - | -- | -- | ----- |
| Шпанија        | 3   | 3 | 0 | 0 | 6  | 1  | 6     |
| Енглеска       | 3   | 1 | 0 | 2 | 2  | 2  | 2     |
| Чиле           | 3   | 1 | 0 | 2 | 5  | 6  | 2     |
| САД            | 3   | 1 | 0 | 2 | 4  | 8  | 2     |

| 25. јун 1950. 15:00         |            |      |                                                                           |
| Енглеска                    | 2–0        | Чиле | Рио де Жанеиро Маракана Судија: Ван дер Мер (Холандија) Гледалаца: 30.000 |
| Мартенсен 39’, · Манион 51’ | (Извештај) |      | Рио де Жанеиро Маракана Судија: Ван дер Мер (Холандија) Гледалаца: 30.000 |

| 25. јун 1950. 15:00        |            |                  |                                                                           |
| Шпанија                    | 3–1        | Сједињене Државе | Куритиба Стадион Дуривал де Брито Судија: Виана (Бразил) Гледалаца: 9.000 |
| Басора 75’, 78’ · Зара 85’ | (Извештај) | Париани 17’      | Куритиба Стадион Дуривал де Брито Судија: Виана (Бразил) Гледалаца: 9.000 |

| 29. јун 1950. 15:00   |            |      |                                                                   |
| Шпанија               | 2–0        | Чиле | Рио де Жанеиро Маракана Судија: Малчер (Бразил) Гледалаца: 20.000 |
| Басора 17’ · Зара 30’ | (Извештај) |      | Рио де Жанеиро Маракана Судија: Малчер (Бразил) Гледалаца: 20.000 |

| 29. јун 1950. 18:00 |            |          |                                                                         |
| Сједињене Државе    | 1–0        | Енглеска | Бело Оризонте Индепенденција Судија: Датило (Италија) Гледалаца: 10.000 |
| Гетџинс 38’         | (Извештај) |          | Бело Оризонте Индепенденција Судија: Датило (Италија) Гледалаца: 10.000 |

| 2. јул 1950. 15:00 |            |          |                                                                    |
| Шпанија            | 1–0        | Енглеска | Рио де Жанеиро Маракана Судија: Галети (Италија) Гледалаца: 74.000 |
| Зара 48’           | (Извештај) |          | Рио де Жанеиро Маракана Судија: Галети (Италија) Гледалаца: 74.000 |

| 2. јул 1950. 18:00                             |            |                            |                                                                         |
| Чиле                                           | 5–2        | Сједињене Државе           | Ресифе Стадион Илха до Ретиро Судија: Гардели (Бразил) Гледалаца: 8.000 |
| Робледо 16’ · Кремачи 32’ 61’ 82’ · Прието 54’ | (Извештај) | Валас 47’ · Мака 48’ (пен) | Ресифе Стадион Илха до Ретиро Судија: Гардели (Бразил) Гледалаца: 8.000 |

### Група 3
| Репрезентација | Ута | П | Н | И | ГД | ГП | Поена |
| -------------- | --- | - | - | - | -- | -- | ----- |
| Шведска        | 2   | 1 | 1 | 0 | 5  | 4  | 3     |
| Италија        | 2   | 1 | 0 | 1 | 4  | 3  | 2     |
| Парагвај       | 2   | 0 | 1 | 1 | 2  | 4  | 1     |

| 25. јун 1950. 15:00            |            |                             |                                                               |
| Шведска                        | 3–2        | Италија                     | Сао Пауло Пакаембу Судија: Луц (Швајцарска) Гледалаца: 50.000 |
| Јепсон 25’, 68’ · Андерсон 33’ | (Извештај) | Карапелезе 7’, Мучинели 75’ | Сао Пауло Пакаембу Судија: Луц (Швајцарска) Гледалаца: 50.000 |

| 29. јун 1950. 15:30         |            |                                     |                                                                            |
| Шведска                     | 2–2        | Парагвај                            | Куритиба Стадион Дуривал де Брито Судија: Мичел (Шкотска) Гледалаца: 8.000 |
| Сандквист 17’, · Палмер 25’ | (Извештај) | Атилио Лопез 34’, · Цезар Лопез 74’ | Куритиба Стадион Дуривал де Брито Судија: Мичел (Шкотска) Гледалаца: 8.000 |

| 2. јул 1950. 15:00               |            |          |                                                              |
| Италија                          | 2–0        | Парагвај | Сао Пауло Пакаембу Судија: Елис (Енглеска) Гледалаца: 26.000 |
| Карапелезе 12’, · Пандолфини 62’ | (Извештај) |          | Сао Пауло Пакаембу Судија: Елис (Енглеска) Гледалаца: 26.000 |

- Индија одустала

### Група 4
| Репрезентација | Ута | П | Н | И | ГД | ГП | Поена |
| -------------- | --- | - | - | - | -- | -- | ----- |
| Уругвај        | 1   | 1 | 0 | 0 | 8  | 0  | 2     |
| Боливија       | 1   | 0 | 0 | 1 | 0  | 8  | 0     |

| 2. јул 1950. 18:00                                                          |            |          |                                                                        |
| Уругвај                                                                     | 8–0        | Боливија | Бело Оризонте Индепенденција Судија: Ридер (Енглеска) Гледалаца: 5.000 |
| Мигез 14’, 40’, 51’ · Скијафино 17’, 53’ · Видал 18’ · Перез 83’ · Гиђа 87’ | (Извештај) |          | Бело Оризонте Индепенденција Судија: Ридер (Енглеска) Гледалаца: 5.000 |

- Турска одустала
- Шкотска одустала

### Финална група
| Репрезентација | Ута | П | Н | И | ГД | ГП | Поена |
| -------------- | --- | - | - | - | -- | -- | ----- |
| Уругвај        | 3   | 2 | 1 | 0 | 7  | 5  | 5     |
| Бразил         | 3   | 2 | 0 | 1 | 14 | 4  | 4     |
| Шведска        | 3   | 1 | 0 | 2 | 6  | 11 | 2     |
| Шпанија        | 3   | 0 | 1 | 2 | 4  | 11 | 1     |

| 9. јул 1950. 15:00                                      |            |                    |                                                                    |
| Бразил                                                  | 7–1        | Шведска            | Рио де Жанеиро Маракана Судија: Елис (Енглеска) Гледалаца: 138.000 |
| Адемир 17’, 37’, 51’, 59’ · Чико 39’, 87’, · Манека 85’ | (Извештај) | Андерсон 67’ (пен) | Рио де Жанеиро Маракана Судија: Елис (Енглеска) Гледалаца: 138.000 |

| 9. јул 1950. 15:00    |            |                 |                                                             |
| Уругвај               | 2–2        | Шпанија         | Сао Пауло Пакаембу Судија: Грифитс (Велс) Гледалаца: 44.000 |
| Гиђа 27’ · Варела 72’ | (Извештај) | Басора 39’, 41’ | Сао Пауло Пакаембу Судија: Грифитс (Велс) Гледалаца: 44.000 |

| 13. јул 1950. 15:00                                                     |            |          |                                                                   |
| Бразил                                                                  | 6–1        | Шпанија  | Рио де Жанеиро Маракана Судија: Лиф (Енглеска) Гледалаца: 152.000 |
| Пара 17’ (а. г.) · Жаир 21’, · Чико 29’, 55’ · Адемир 57’, · Зизињо 74’ | (Извештај) | Игоа 70’ | Рио де Жанеиро Маракана Судија: Лиф (Енглеска) Гледалаца: 152.000 |

| 13. јул 1950. 15:00       |            |                            |                                                               |
| Уругвај                   | 3–2        | Шведска                    | Сао Пауло Пакаембу Судија: Галеати (Италија) Гледалаца: 8.000 |
| Гиђа 39’ · Мигез 77’, 84’ | (Извештај) | Палмер 4’, · Сандквист 41’ | Сао Пауло Пакаембу Судија: Галеати (Италија) Гледалаца: 8.000 |

| 16. јул 1950. 15:00                      |            |          |                                                                      |
| Шведска                                  | 3–1        | Шпанија  | Сао Пауло Пакаембу Судија: Ван дер Мер (Холандија) Гледалаца: 11.000 |
| Сандквист 15’ · Мелберг 34’ · Палмер 79’ | (Извештај) | Зара 82’ | Сао Пауло Пакаембу Судија: Ван дер Мер (Холандија) Гледалаца: 11.000 |

| 16. јул 1950. 15:00 Одлучујућа утакмица |            |        |                                                                          |
| Уругвај                                 | 2–1        | Бразил | Рио де Жанеиро Маракана Судија: Џорџ Ридер (Енглеска) Гледалаца: 199.954 |
| Шиафино 66’ · Гиђа 79’                  | (Извештај) | 47’    | Рио де Жанеиро Маракана Судија: Џорџ Ридер (Енглеска) Гледалаца: 199.954 |

## Награде
| Победник Светског првенства 1950.    |
| ------------------------------------ |
| Репрезентација Уругваја Друга титула |

| Златна копачка: |
| --------------- |
| Бразил, Адемир  |

## Стрелци
| 8 голова - Адемир 5 голова - Естанислао Басора - Оскар Мигуез 4 гола - Чико - Зара - Алсидес Гиђа 3 гола - Карл Ерик Палмер - Стиг Санквист - Хуан Алберто Шиафино 2 гола - Балтазар - Пинто - Зизињо - Атилио Кремачи - Рикардо Карапелезе - Сун Андерсон - Хас Јепсон - Жак Фатон - Џон Соуза - Жељко Чајковски - Коста Томашевић | 1 гол - Алфредо - Фријаса - Манека - Андрес Прието - Ђорђ Робледо - Фернандо Риера - Вилф Манион - Стан Мортенсен - Ермес Мучинели - Егисто Пандолфини - Хорацио Касарин - Хектор Ортиз - Атилио Лопез - Цезар Лопез - Силвестре Игоа - Брор Мелберг - Рене Бадер - Шан Тамин - Џо Гатџинс Joe - Френк Валас - Хулио Перез - Обдулио Варела - Ернесто Видал - Стјепан Бобек - Тихомир Огњанов - Рајко Митић |